# Meliosma cresstolina
Meliosma cresstolina är en tvåhjärtbladig växtart som beskrevs av J.F.Morales. Meliosma cresstolina ingår i släktet Meliosma och familjen Sabiaceae. Inga underarter finns listade.